# Otospermophilus beecheyi atricapillus
Otospermophilus beecheyi atricapillus is een zoogdier uit de familie van de eekhoorns (Sciuridae). De wetenschappelijke naam van de soort werd voor het eerst geldig gepubliceerd door Walter E. Bryant in 1889.

## Voorkomen
De soort komt voor in Mexico.